# Heliotrygon gomesi
Heliotrygon gomesi  (лат.)  — недавно описанный вид хрящевых рыб рода Heliotrygon семейства речных хвостоколов отряда хвостоколообразных. Эти скаты являются эндемиками бассейна реки Амазонки. Максимальная зарегистрированная длина 13,5 см.

## Таксономия
Вид впервые был научно описан в 2011 году. Голотип представляет собой взрослую самку длиной 8,36 см (диск длиной 6,24 и шириной 5,78 см), пойманная в притоке Амазонки Джамари, который протекает в западной Бразилии (4°18′15″ ю. ш. 70°04′19″ з. д.). Паратипы: взрослые самки длиной 6,84 см (диск длиной 5,57 и шириной 5,37 см) и 7,85 см (диск длиной 4,1 и шириной 3,93 см), взрослые самцы  длиной 5,2 см (диск длиной 4,2 и шириной 4 см) и 4,8 см (диск длиной 4,65 и шириной 4,4 см), неполовозрелый самец длиной 4,25 см (диск длиной 2,3 и шириной 2,24 см) и неполовозрелая самка длиной 4,94 см (диск длиной 2,9 и шириной 2,69 см), пойманные в притоке Амазонки Нанай. Вид назван в честь Улисса Л. Гомеса, основоположника исследований морфологии и систематики пластиножаберных в Бразилии.

## Описание
У Heliotrygon gomesi тело имеет круглую форму, спинные плавники и хвостовой плавник отсутствуют. Хвост имеет форму кнута, с ядовитым жалом на конце. Позади глаз расположены брызгальца. На вентральной стороне диска имеются 5 пар жаберных щелей. Максимальная зарегистрированная длина 13,5 см. Окраска дорсальной поверхности диска ровного серого или желтовато-коричневого цвета без узора. От Heliotrygon rosai этот вид отличается более тонким основанием хвоста (у голотипа Heliotrygon gomesi толщина хвоста составляет 4,5 % от ширины диска в отличие от 5,6 % у Heliotrygon rosai), несколько большим расстоянием от кончика рыла до глаз (33,2 % против 31 %) и пропорционально меньшей длиной внешнего края брюшных плавников (1—3,3 % против 1,3—4,9 %).

## Взаимодействие с человеком
Эти скаты не представляют интереса для коммерческого промысла. Типовые образцы были собраны в ходе лова речных хвостоколов для аквариумной торговли. Международный союз охраны природы еще не оценил статус сохранности данного вида. 